# 巴西钩口线虫
巴西钩口线虫（学名：Ancylostoma braziliense）是属于钩口线虫属的物种。它是猫和狗的肠道寄生虫。严重的感染通常对这些宠物来说是致命的，尤其是小狗和小猫。这种感染在美国南部最为流行。它最常与人畜共患的钩虫物种锡兰钩口线虫混淆，因为它们有着惊人的相似之处。
巴西钩口线虫的幼虫可导致人类意外感染，称为皮肤幼虫移行症或匍匐疹，这会导致皮肤严重瘙痒。它是热带地区最常见的皮肤感染，特别是在加勒比海沿线。

## 发现和历史
当戈麦斯·德法里亚（Gomes de Faria）在1910年描述巴西钩口线虫和亚瑟·洛斯（Arthur Looss）在1911年描述锡兰钩口线虫时，这两个物种被认为是异名，因为它们在几乎所有方面都有明显的相似之处。尤其是在1913年，对在印度感染的人类、狗、猫和狮子的标本进行比较得出的结论是，它们肯定属于同一物种。1915年，戈麦斯·德法里亚意识到这两个物种在解剖学结构上是截然不同的。直到1921年，这两种钩虫才被认为是两个不同的物种。然而，1922年，戈登对在巴西、南非和印度收集的标本进行了详尽的比较，他的结论是没有显着区别。其他寄生虫学家也对此深信不疑，因此这两个名字再次被认为是异名。1951年，比奥卡对伦敦卫生与热带医学院、利物浦热带医学院和个人收藏中的不同钩虫进行了详尽的研究。最终他确定了两者之间的定义特征，将它们分类为不同的物种，获得了普遍接受。

## 分布
巴西钩口线虫主要在美国南部流行。它也存在于世界各地的许多亚热带地区，包括中美洲和南美洲、南非和南亚。在南亚，感染仅限于印度尼西亚、婆罗洲和马来西亚。

## 物理描述
像许多其他蠕虫一样，雌性蠕虫比雄性大。此外，雌性更难区分，因为雌性的牙齿大小于其他钩口线虫属的物种非常相似。雄性蠕虫有两个宽阔的侧叶和一个较小的背叶。它们的伞辐肋有助于区分不同种类的钩口线虫。

## 生命周期
巴西钩口线虫卵通过猫和狗的粪便进入环境。卵在温暖潮湿的土壤中孵化，然后孵化成幼虫。具有感染力的幼虫会穿透宿主的皮肤。在这个阶段，幼虫存在于皮肤的表皮、毛囊和腺体中，有时甚至会延伸到皮脂腺，在那里它们将形成线圈。接着它们通过血液循环移动到心脏和肺部。在肺部，幼体进入肺泡并被纤毛推向呼吸道。由此，宿主吞下它们并将它们存放在小肠中。它们通过颊囊附着在肠粘膜上。在这里，它们经历了两次连续的蜕皮，成为性成熟的个体。

## 词源
词源：Ancylo的意思是弯曲，而stoma的意思是嘴；braziliense表示首次发现蠕虫的地理位置。

## 病理
它可能导致皮肤幼虫移行症或钩虫痒病。当猫狗粪便中的幼虫不小心渗入人体皮肤，引起严重的瘙痒和皮疹时，就会发生这种情况。它是热带皮肤炎最常见的疾病，特别是在加勒比海的海滩上。然而，人类不是天然的宿主，因此是寄生虫的死胡同。在人类中，幼虫在没有进一步发育的情况下几个月后就会死亡。

## 症状
巴西钩口线虫是一种寄生虫，会感染猫和狗，偶尔也会感染人类。并且，它们靠吃猫狗肠道中的血液生存，可导致贫血。牙龈苍白和虚弱是贫血的常见现象。受感染的动物还会经历显着的体重减轻、血性腹泻，并且无法成长到健康的大小。其他症状如皮肤过敏和瘙痒也是由幼虫钻入皮肤引起的。

## 诊断和治疗
巴西钩口线虫很难与其他钩虫区分开来。通过显微镜检查的粪便样本可以识别卵，因为它们通常比其他物种的小。
大多数苯并咪唑是有效的。常用的有甲苯咪唑、三氯苯达唑和芬苯达唑。伊维菌素和双羟萘酸噻嘧啶也有效。伊维菌素6μg/kg和双羟萘酸噻嘧5.0mg/kg的组合对于寄生在狗体内的成虫有100%的疗效。而感染皮肤幼虫移行症的人口服噻苯达唑治疗，剂量为500mg，每日4次即可康复。